# Nägelestal
Das Nägelestal ist ein mit Verordnung des Regierungspräsidiums Stuttgart vom 16. Dezember 1992 ausgewiesenes Naturschutzgebiet (NSG-Nummer 1.191) auf dem Gebiet der Stadt Kirchheim unter Teck im Landkreis Esslingen in Baden-Württemberg.
Das 20,0 Hektar (ha) große Naturschutzgebiet liegt zwischen 320 m und 335 m über NN unmittelbar am Stadtrand westlich der Stadt Kirchheim und gehört zum Naturraum des Mittleren Albvorlands. Der Name „Nägelestal“ geht auf die früher dort ansässige Ziegelei Nägele zurück. Die ehemalige Abbaugrube dieser Ziegelei befindet sich im Gebiet. Durch den Lehmabbau und die nachfolgenden teilweisen Auffüllungen entstand ein hügeliges Gelände mit zahlreichen Böschungen. Die Mulden und Gräben füllten sich nach der Stilllegung der Ziegelei mit Wasser.
Es handelt sich um ein durch verschiedene Nutzungen geprägtes Gebiet. Ödland und Brachflächen, Bachläufe, feuchte Senken und Stillgewässer, Hohlwege und Streuobstwiesen wechseln sich ab. Das Spektrum reicht von einigen intensiv genutzten Ackerflächen über traditionell bewirtschaftete Streuobstwiesen bis zum großen Ödlandbereich außerhalb der regelmäßigen Bewirtschaftung. Als Folge findet sich eine ausgeprägte Strukturiertheit von insgesamt hoher ökologischer Bedeutung. Das Gebiet wird vom Naturschutzbund Deutschland (NABU) betreut.